# Zasłonak niebieskostopy

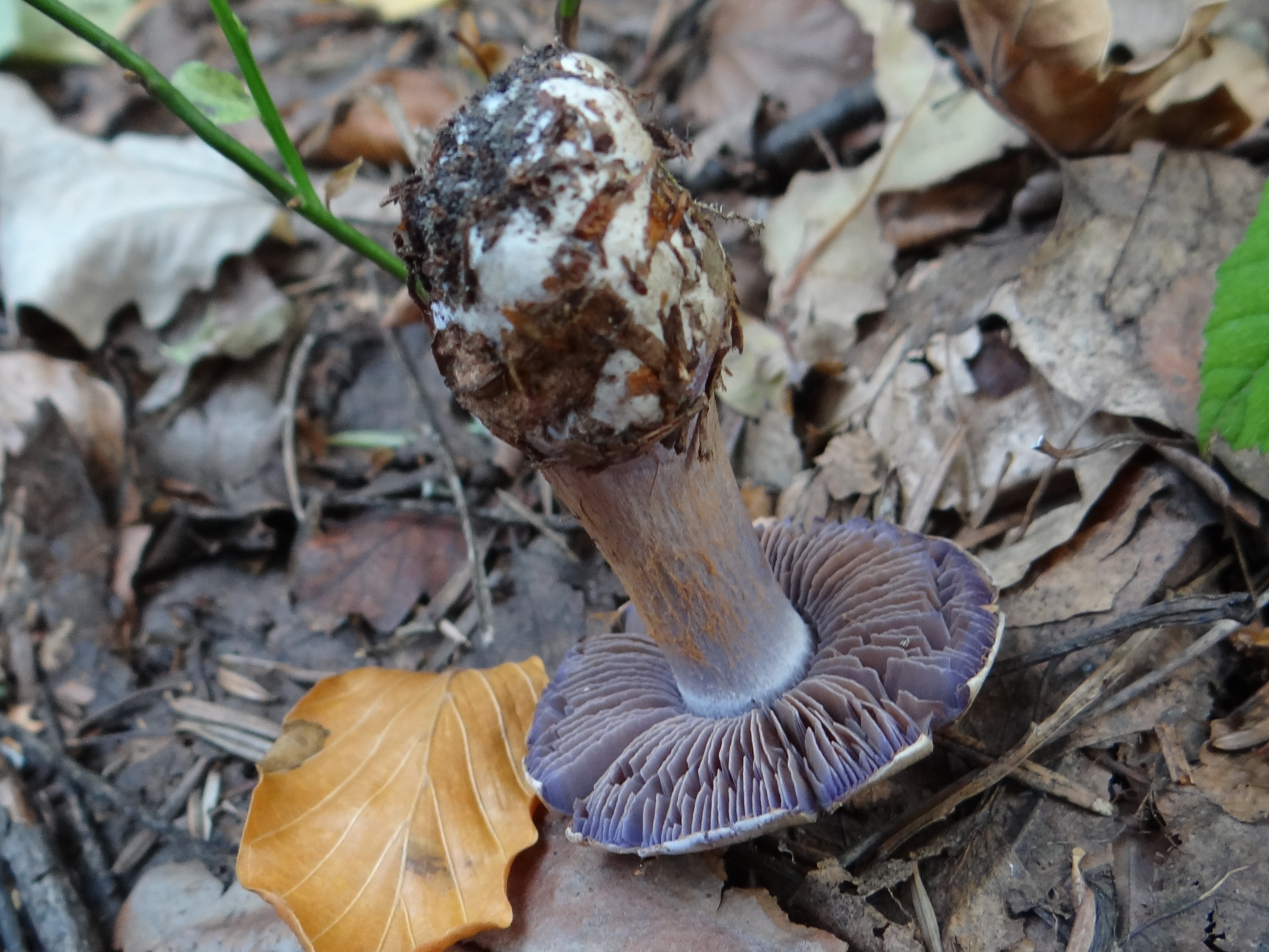

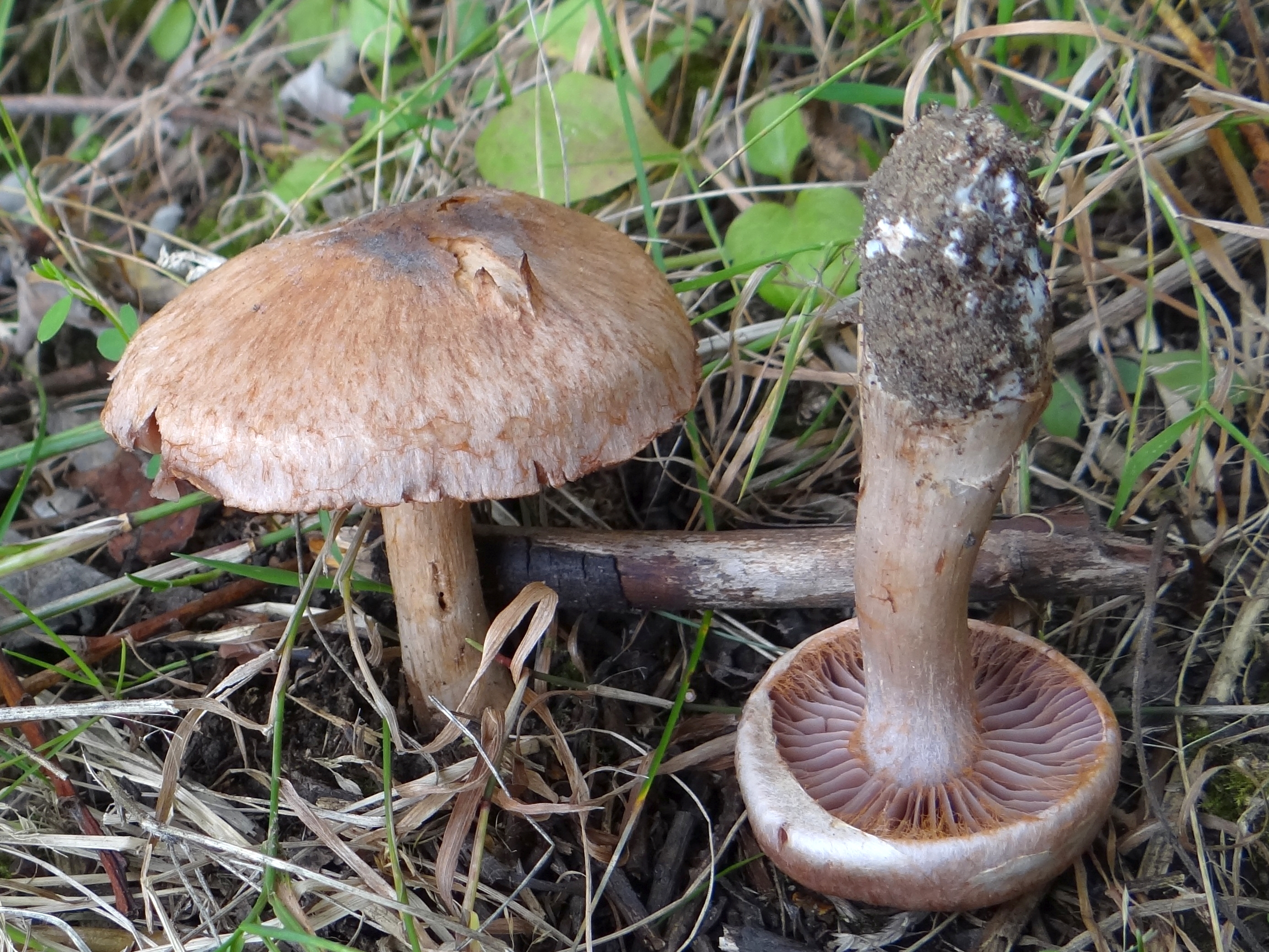

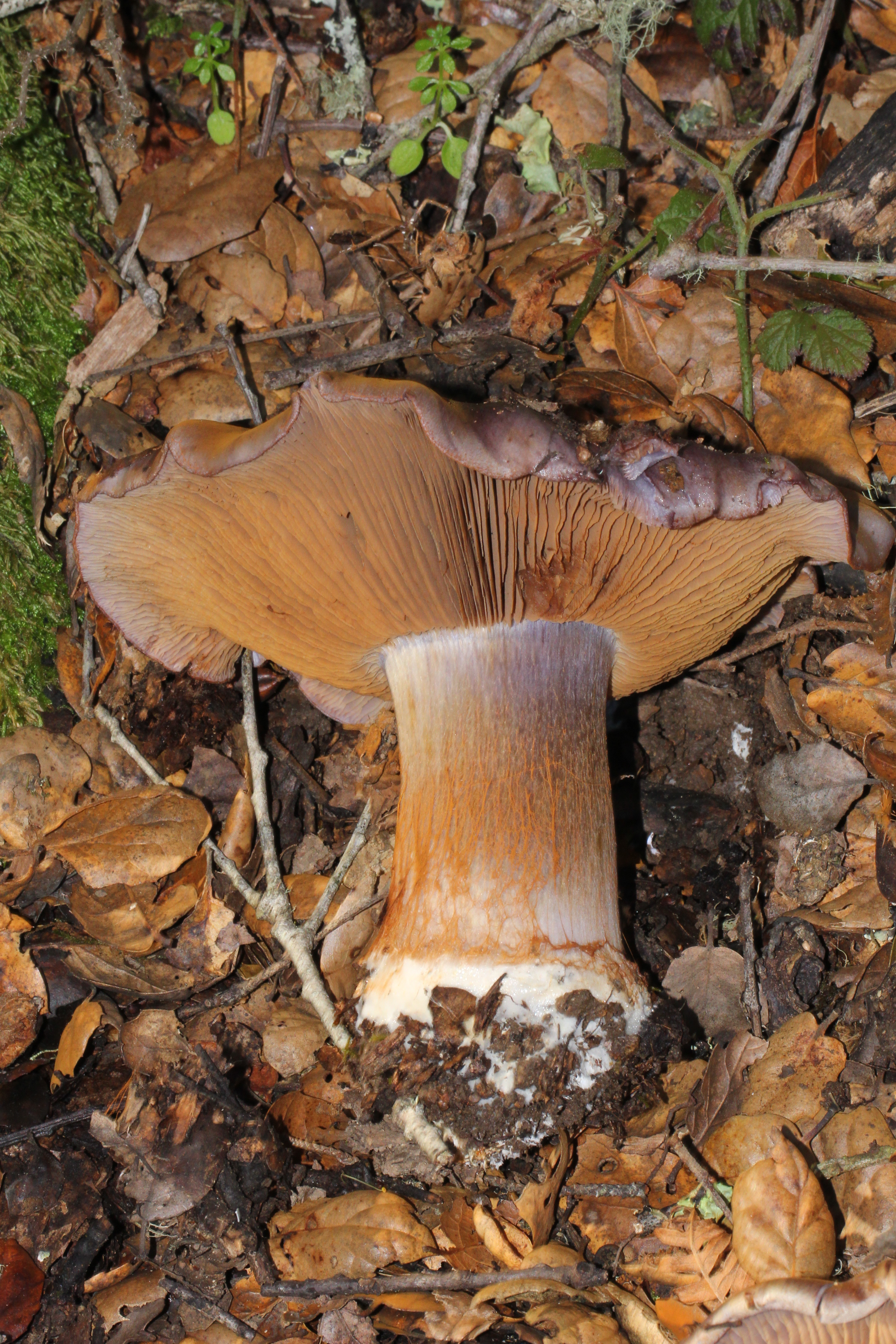

Zasłonak niebieskostopy (Phlegmacium glaucopus (Schaeff.) Wünsche) – gatunek grzybów należący do rodziny zasłonakowatych (Cortinariaceae).

## Systematyka i nazewnictwo
Pozycja w klasyfikacji według Index Fungorum: Phlegmacium, Cortinariaceae, Agaricales, Agaricomycetidae, Agaricomycetes, Agaricomycotina, Basidiomycota, Fungi.
Po raz pierwszy opisał go w 1774 r. Jacob Christian Schäffer, nadając mu nazwę Agaricus glaucopus. Obecną nazwę nadał mu Friedrich Otto Wünsche w 1877 r.
Ma ponad 20 synonimów. Niektóre z nich:
- Cortinarius glaucopus (Schaeff.) Gray 1821
- Myxacium glaucopus (Schaeff.) P. Kumm. 1871
- Phlegmacium glaucopus f. ingratum (Moënne-Locc.) Niskanen & Liimat. 2022
- Phlegmacium glaucopus var. acyaneum M.M. Moser 1960
- Phlegmacium glaucopus var. olivaceum M.M. Moser 1960[2].

Nazwę polską nadał Andrzej Nespiak w 1975 r. Jest niespójna z aktualną nazwą naukową

## Morfologia
Jest morfologicznie zmienny. Wyróżniono wiele jego odmian i form, według Index Fungorum jednak są to tylko synonimy.
Kapelusz
Średnica 6-12cm, początkowo półkulisty, później rozpostarty i nieregularnie pofałdowany. Brzeg długo podwinięty. Powierzchnia o barwie początkowo żółtoochrowej, potem rdzawobrązowej, w końcu pomarańczowobrązowej, pokryta promienistymi włókienkami, Środek ciemniejszy, brzegi z oliwkowym odcieniem. Jest nieco śluzowaty.
Blaszki
Schodzące na trzon, czasami ząbkiem, Początkowo o barwie liliowej do bladofioletowej, potem rdzawobrązowej, w końcu szarej.
Trzon
Wysokość 4–10 cm, grubość do 3 cm, w nasadzie bulwiasto rozszerzony. Początkowo o barwie liliowej lub bladofioletowej, potem żółtawej, i brązowej z oliwkowym odcieniem. Pokryty jest rdzawymi włókienkami będącymi resztkami osłony.
Miąższ
W kapeluszu żółtawy, na górnej części trzonu niebieskawy, potem brązowiejący. Smak i zapach niewyraźny.
Cechy mikroskopowe
Wysyp zarodników rdzawobrązowy. Zarodniki elipsoidalne, nieznacznie migdałowate, słabo brodawkowane, o rozmiarach 6-10 × 4–5,5 μm. Cheilocystyd i pleurocystyd brak. Strzępki skórki ze sprzążkami, nieznacznie żelowate.

## Występowanie i siedlisko
W Ameryce Północnej, jest szeroko rozprzestrzeniony, w Europie również – występuje od Hiszpanii aż po północne wybrzeże Półwyspu Skandynawskiego. Opisano jego występowanie także w Japonii. W piśmiennictwie naukowym do 2003 r. podano kilka jego stanowisk na terenie Polski.
Rośnie na ziemi w lasach iglastych i mieszanych. Owocniki wytwarza od sierpnia do października.

## Znaczenie
Grzyb mikoryzowy. Jako jeden z niewielu gatunków zasłonaków jest grzybem jadalnym. Spożywany i sprzedawany na jarmarkach jest np. w Meksyku. Odradza się jednak jego spożywanie, przez niektórych uważany jest za podejrzany.
Naukowcy zainteresowali się tym gatunkiem ze względu na jego silne, w porównaniu z innymi grzybami własności hydrobowe. Badania DNA wykazały, że może on rozkładać w glebie toksyczne wielopierścieniowe związki aromatyczne dzięki wytwarzaniu specjalnym enzymów silnie utleniających.

## Gatunki podobne
Charakterystyczne dla zasłonaka niebieskostopego cechy to: młode owocniki są lepkie, kapelusz w odcieniach szarości, brązu i oliwkowej barwy z promieniście wrośniętymi włókienkami, bulwiasty trzon o niebieskawej za młodu barwie, blaszki początkowo liliowe, zarodniki dość małe i lekko chropowate. Podobne są m.in.:
- zasłonak bukowy (Cortinarius amoenolens) – ma gorzką skórkę kapelusza, miąższ w trzonie starszych owocników staje się fioletowoniebieski, a na powierzchni trzonu brak pomarańczowych odcieni. Występuje w lasach liściastych[4].
- zasłonak szarobrązowy (Cortinarius anomalus)